# Hamburg European Open 2022 - Qualificazioni singolare maschile
Le qualificazioni del singolare del Hamburg European Open 2022 sono state un torneo di tennis preliminare per accedere alla fase finale della manifestazione. I vincitori dell'ultimo turno sono entrati di diritto nel tabellone principale. In caso di ritiro di uno o più giocatori aventi diritto, a questi sono subentrati i Lucky loser, ossia i giocatori che hanno perso nell'ultimo turno ma che avevano una classifica più alta rispetto agli altri partecipanti che avevano comunque perso nel turno finale.

## Teste di serie
1. Henri Laaksonen (primo turno)
2. Ričardas Berankis (ultimo turno, lucky loser)
3. Daniel Elahi Galán (qualificato)
4. Stefano Travaglia (primo turno)

1. Manuel Guinard (primo turno)
2. Aleksandr Ševčenko (ultimo turno)
3. Luca Nardi (qualificato)
4. Riccardo Bonadio (ultimo turno)

## Qualificati
1. Jozef Kovalík
2. Luca Nardi

1. Daniel Elahi Galán
2. Marko Topo

### Lucky loser
1. Ričardas Berankis

## Tabellone

### Sezione 1
|  | Primo turno | Primo turno          | Primo turno          | Primo turno | Primo turno |  |  | Ultimo turno | Ultimo turno       | Ultimo turno | Ultimo turno | Ultimo turno |  |
|  |             |                      |                      |             |             |  |  |              |                    |              |              |              |  |
|  | 1           | Henri Laaksonen      | Henri Laaksonen      | 4           | 1           |  |  |              |                    |              |              |              |  |
|  |             | Jozef Kovalík        | Jozef Kovalík        | 6           | 6           |  |  |              | Jozef Kovalík      | 7            | 4            | 6            |  |
|  | Alt         | Eduard Esteve Lobato | Eduard Esteve Lobato | 0           | 3           |  |  | 6            | Aleksandr Ševčenko | 6            | 6            | 4            |  |
|  | 6           | Aleksandr Ševčenko   | Aleksandr Ševčenko   | 6           | 6           |  |  |              |                    |              |              |              |  |

### Sezione 2
|  | Primo turno | Primo turno       | Primo turno       | Primo turno | Primo turno |  |  | Ultimo turno | Ultimo turno      | Ultimo turno      | Ultimo turno | Ultimo turno |  |
|  |             |                   |                   |             |             |  |  |              |                   |                   |              |              |  |
|  | 2           | Ričardas Berankis | Ričardas Berankis | 6           | 7           |  |  |              |                   |                   |              |              |  |
|  | WC          | Mats Rosenkranz   | Mats Rosenkranz   | 4           | 65          |  |  | 2            | Ričardas Berankis | Ričardas Berankis | 5            | 2            |  |
|  | PR          | Pedro Sousa       | Pedro Sousa       | Pedro Sousa | 1r          |  |  | 7            | Luca Nardi        | Luca Nardi        | 7            | 6            |  |
|  | 7           | Luca Nardi        | Luca Nardi        | Luca Nardi  | 4           |  |  |              |                   |                   |              |              |  |

### Sezione 3
|  | Primo turno | Primo turno        | Primo turno      | Primo turno | Primo turno |  |  | Ultimo turno | Ultimo turno       | Ultimo turno       | Ultimo turno | Ultimo turno |  |
|  |             |                    |                  |             |             |  |  |              |                    |                    |              |              |  |
|  | 3           | Daniel Elahi Galán | 6                | 65          | 6           |  |  |              |                    |                    |              |              |  |
|  |             | Johan Nikles       | 3                | 7           | 1           |  |  | 3            | Daniel Elahi Galán | Daniel Elahi Galán | 7            | 6            |  |
|  | Alt         | Aleksej Vatutin    | Aleksej Vatutin  | 5           | 1           |  |  | 8            | Riccardo Bonadio   | Riccardo Bonadio   | 5            | 1            |  |
|  | 8           | Riccardo Bonadio   | Riccardo Bonadio | 7           | 6           |  |  |              |                    |                    |              |              |  |

### Sezione 4
|  | Primo turno | Primo turno       | Primo turno       | Primo turno | Primo turno |  |  | Ultimo turno | Ultimo turno    | Ultimo turno | Ultimo turno | Ultimo turno |  |
|  |             |                   |                   |             |             |  |  |              |                 |              |              |              |  |
|  | 4           | Stefano Travaglia | Stefano Travaglia | 2           | 2           |  |  |              |                 |              |              |              |  |
|  | WC          | Marko Topo        | Marko Topo        | 6           | 6           |  |  | WC           | Marko Topo      | 6            | 3            | 6            |  |
|  | WC          | Rudolf Molleker   | 3                 | 6           | 7           |  |  | WC           | Rudolf Molleker | 3            | 6            | 4            |  |
|  | 5           | Manuel Guinard    | 6                 | 4           | 68          |  |  |              |                 |              |              |              |  |